# Walidacja (psychologia)
Niektóre z zamieszczonych tu informacji wymagają weryfikacji.
 Po wyeliminowaniu niedoskonałości należy usunąć szablon [[Szablon:Dopracować|]] z tego artykułu.
Walidacja – termin wprowadzony do psychologii przez Ericha Fromma oznaczający sprawdzanie zgodności naszych własnych spostrzeżeń ze spostrzeżeniami innych ludzi dotyczących tego samego zjawiska. Erich Fromm uważał, że ludzie dzięki walidacji odczuwają, że rzeczywiście istnieją i bez niej to odczucie nie mogłoby istnieć.